# 맨틀

지구의 구조

지구의 맨틀은 지구의 지각과 외핵 사이에 있는 규산염 암석층이다. 질량은 4.01×1024 kg (8.84×1024 lb)이며 지구 질량의 67%를 차지한다. 두께는 2,900 km로 지구 반지름의 약 46%, 지구 부피의 84%를 차지한다. 주로 고체이지만, 지질 시대 척도에서는 점성 유체처럼 행동하며 때로는 캐러멜과 같은 농도를 가진다고 비유한다. 해령에서 맨틀의 부분용융이 해양 지각을 생성하고, 섭입대에서 맨틀의 부분 용융이 대륙 지각을 생성한다.

## 구조

### 유변학
지구의 상부 맨틀은 두 가지 주요 유변학적 층으로 나뉜다. 하나는 단단한 암석권 맨틀(최상부 맨틀)이며 다른 하나는 더 연성인 연약권이다. 둘은 암석권-연약권 경계로 분리된다. 암석권 (즉, 암석권 맨틀과 그 위에 놓인 지각)은 판을 구성하며, 이들은 연약권 위에서 이동한다. 연약권 아래에서 맨틀은 다시 상대적으로 단단해진다. 해양 지각 암석권은 약 100 km의 두께를 가지며, 대륙 지각 암석권은 일반적으로 150~200 km의 두께를 가진다.
지구 맨틀은 지진파 속도의 급격한 변화에 따라 세 가지 주요 층으로 나뉜다.
- 상부 맨틀 (모호면, 또는 지각의 바닥에서 약 7~35 km 아래로 410 km까지)[7]
- 전이대 (약 410~660 km), 여기서 와드슬레이아이트(≈ 410~520 km)와 링우다이트(≈ 525~660 km)가 안정하다.
- 하부 맨틀 (약 660~2,891 km), 여기서 브리지먼아이트 (≈ 660~2,685 km)와 포스트페로브스카이트 (≈ 2,685~2,891 km)가 안정하다.

하부 맨틀의 하위 약 200 km는 이상적인 지진 특성을 가진 영역인 D" 영역을 구성한다. 이 영역에선 LLSVP와 초저속도대도 있다.

### 광물학적 구조

맨틀 내 광물 변환 과정

맨틀의 상부는 1909년 안드리야 모호로비치치가 처음 발견한 지진파 속도가 급격하게 늘어나는 지대부터 시작된다. 이 경계는 현재 모호로비치치 불연속면 또는 "모호면"이라고 불린다.
상부 맨틀은 주로 감람암으로 구성되며, 주로 다양한 비율의 감람석, 단사휘석, 사방휘석, 알루미늄상도 있다. 알루미늄상은 최상부 맨틀에서는 사장석이고, 그 다음은 첨정석이며 약 100 km 아래에서는 석류석이다. 상부 맨틀을 거쳐 점차적으로 휘석은 덜 안정해지고 메이조라이트 석류석으로 변환된다.
전이대의 상단에서 감람석은 와드슬레이아이트와 링우다이트로 등화학적 상전이를 겪는다. 명목상 무수 감람석과 달리, 이 고압 감람석 다형체는 결정 구조에 물을 저장하는 큰 능력을 가지고 있다. 이 및 다른 증거는 전이대가 많은 양의 물을 포함할 수 있다는 가설로 이어졌다. 전이대 하단에서 링우다이트는 브리지먼아이트 (이전에는 마그네슘 규산염 페로브스카이트라고 불림)와 페로페리클레이스로 분해된다. 석류석 또한 전이대 바닥 또는 그보다 약간 아래에서 불안정해진다.
하부 맨틀은 주로 브리지먼아이트와 페로페리클레이스로 구성되며, 소량의 칼슘 페로브스카이트, 칼슘-페라이트 구조 산화물, 스티쇼바이트를 포함한다. 맨틀의 가장 낮은 ~200 km에서 브리지먼아이트는 포스트페로브스카이트로 등화학적으로 변환된다.

### 테이아 충돌의 잔존물일 가능성
지구 내부의 지진파 토모그래피 자료에 따르면 맨틀의 가장 아래 부분에 두 개의 대륙 크기 이상 지진파 속도를 가진 영역을 드러냈다. 이 영역은 주변 맨틀보다 밀도가 높고 구성이 다를 가능성이 있다. 이 이상 현상은 거대충돌 가설에서 제안된 달 형성 사건 이후 남겨진 테이아 맨틀 물질의 묻힌 잔존물일 가능성이 있다.

## 구성

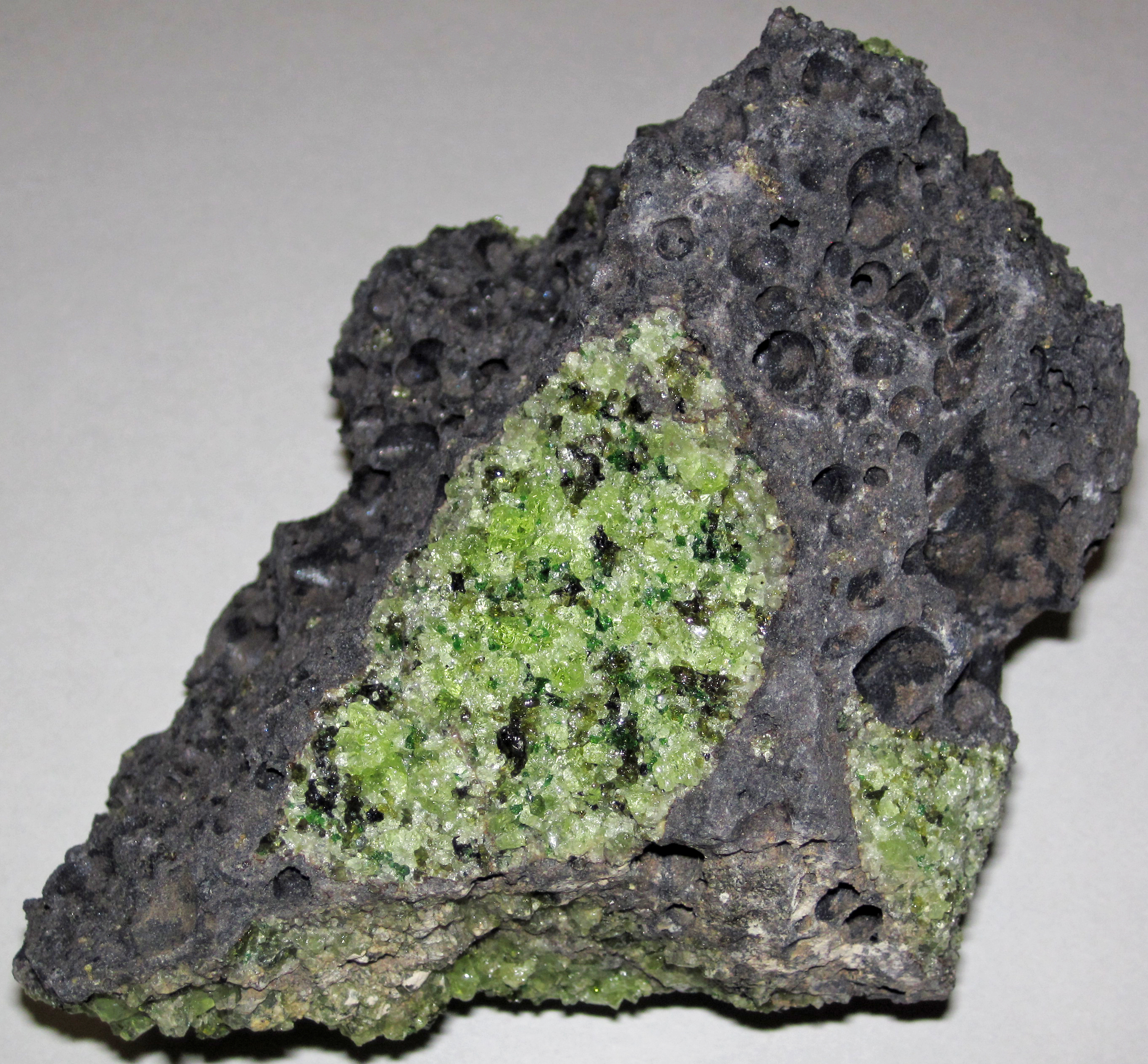
검은 화산용암으로 둘러싸인 맨틀에서 온 감람암 포획암의 녹색 제노리트. 이 감람암 포획암은 애리조나의 화산 분출 중 용융된 마그마와 함께 맨틀에서 위로 운반되었다.

맨틀의 화학적 조성은 접근하기 어렵기 때문에 높은 정확도로 결정하기 어렵다. 맨틀 암석은 드문 상황에서 접근이 가능하다. 예를 들어, 오피오라이트에서 해양 암석권의 일부가 대륙으로 압입(Obduction)되었을 때 맨틀 암석이 드물게 노출된다. 또 다른 예는 현무암 또는 킴벌라이트 내의 포획암으로 맨틀 암석이 채취될 때인데, 이는 맨틀 암석 파편이 이러한 암석 형성 중에 이 암석에 박히게 되는 경우이다.
| 화합물 | 질량 퍼센트 |
| ------ | ----------- |
| SiO2   | 44.71       |
| MgO    | 38.73       |
| FeO    | 8.18        |
| Al2O3  | 3.98        |
| CaO    | 3.17        |
| Cr2O3  | 0.57        |
| NiO    | 0.24        |
| MnO    | 0.13        |
| Na2O   | 0.13        |
| TiO2   | 0.13        |
| P2O5   | 0.019       |
| K2O    | 0.006       |

맨틀 조성에 대한 대부분의 추정치는 최상부 맨틀만을 표본으로 한 암석에 기반한다. 나머지 맨틀, 특히 하부 맨틀이 동일한 전체 조성을 가지는지에 대해서는 논쟁이 있다. 맨틀의 조성은 해양 지각과 대륙 지각을 형성하기 위해 굳어진 마그마 추출 때문에 지구 역사 동안 변화해왔다.
또한 2018년 연구에서 압축된 물방울이 포함된 다이아몬드가 맨틀에서 위로 이동하여 물이 얼음 VII이 형성되는 데 필요한 조건으로 냉각될 때, 맨틀에서 얼음 VII로 알려진 특이한 형태의 물이 형성될 수 있다고 제안되었다.

## 온도 및 압력
맨틀의 온도는 지각과의 상부 경계에서 약 500 켈빈 (K) (230 °C)에서 핵-맨틀 경계에서 약 4,200 K (3,900 °C)까지 다양하다. 맨틀의 온도는 맨틀의 상단과 하단에 있는 열적 경계층에서 급격히 증가하고, 맨틀 내부에서는 점진적으로 증가한다. 맨틀 암석의 지표면에서의 녹는점 (대표적인 감람암의 경우 약 1,500 K (1,200 °C))을 훨씬 초과하는 높은 온도에도 불구하고, 맨틀은 거의 대부분 고체이다. 맨틀에 가해지는 엄청난 정수압은 용융을 방지하는데, 이는 용융이 시작되는 온도(고상선)가 압력과 함께 증가하기 때문이다.
맨틀의 압력은 모호면에서 수백 메가파스칼(GPa)에서 핵-맨틀 경계에서 139 GPa (20,200,000 psi; 1,370,000 atm)까지 증가한다.

## 운동

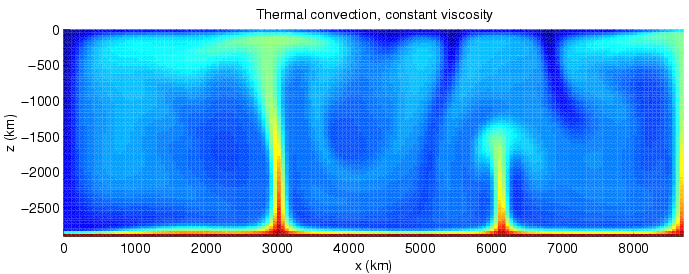
이 그림은 맨틀 대류 모델의 한 시간 단계 스냅샷이다. 붉은색에 가까운 색상은 뜨거운 영역이고 푸른색에 가까운 색상은 차가운 영역이다. 이 그림에서 핵-맨틀 경계에서 받은 열은 모델 바닥의 물질의 열팽창을 야기하여 밀도를 감소시키고 뜨거운 물질로 이루어진 기둥을 위로 보낸다. 마찬가지로, 지표면의 물질 냉각은 그 물질의 침하를 야기한다.

지구 표면과 외핵 사이의 온도 차이, 그리고 고압 및 고온에서 결정성 암석이 수백만 년 동안 느리고 점성적인 변형을 겪을 수 있는 능력 때문에 맨틀에는 대류와 같은 물질 순환이 일어난다. 뜨거운 물질은 (맨틀 플룸에서) 상승하는 반면, 차갑고 (더 무거운) 물질은 아래로 침하한다. 물질의 하강 운동은 수렴형 판 경계에서 발생하며, 이를 섭입대라고 부른다. 플룸 위에 놓인 지표면의 위치는 (아래의 뜨겁고 밀도가 낮은 플룸의 부력 때문에) 높은 고도를 가지며 열점 화산 활동을 나타낼 것으로 예측된다. 깊은 맨틀 플룸에 기인한다고 종종 여겨지는 화산 활동은 지각의 수동적 확장으로 대체 설명되기도 하며, 이는 마그마가 지표로 누출되도록 허용한다. 즉 판 가설이다.
지구 맨틀의 대류는 유체동역학적 의미에서 카오스적 과정이며, 이는 판 운동의 필수적인 부분으로 여겨진다. 판 운동은 오직 대륙의 지각 구성 요소의 움직임에만 적용되는 대륙 이동설과 혼동되어서는 안 된다. 암석권과 그 아래 맨틀의 움직임은 맨틀 내 대류의 필수 구성 요소인 하강하는 암석권과 결합되어 있다. 관찰된 대륙 이동은 해양 암석권이 가라앉는 원인이 되는 힘과 지구 맨틀 내의 움직임 사이의 복잡한 관계이다.
깊이가 깊어질수록 점성이 커지는 경향이 있지만, 이 관계는 선형 관계와는 거리가 멀고 특히 상부 맨틀과 핵과의 경계에서 점성이 급격히 감소하는 층을 보인다. 핵-맨틀 경계 위 약 200 km 내의 맨틀은 약간 얕은 깊이의 맨틀과는 확연히 다른 지진 특성을 보이는 것으로 나타난다. 이렇게 핵 바로 위에 있는 이 특이한 맨틀 영역을 D″ ("D 더블 프라임")이라고 부르며, 이 명칭은 50여 년 전 지구물리학자 키스 불렌이 도입했다. D″는 핵-맨틀 경계에서 가라앉아 정지한 섭입 슬래브의 물질 또는 페로브스카이트에서 발견된 새로운 광물 다형체인 후페로브스카이트로 구성될 수 있다.
얕은 깊이의 지진(천발지진)은 단층 작용의 결과이다. 그러나 약 50km 아래에서는 뜨겁고 고압의 암석 조건이 추가적인 지진 활동을 억제해야 한다. 맨틀은 점성이 있으며 취성 단층 작용이 불가능하다고 여겨진다. 그러나 섭입대에서는 지진이 약 670 km 깊이(심발지진)까지 관찰된다. 이 현상을 설명하기 위해 탈수, 열 폭주, 상변화 등 여러 메커니즘이 제안되었다. 지열 기울기는 지표면에서 차가운 물질이 아래로 가라앉는 곳에서 낮아질 수 있으며, 이는 주변 맨틀의 강도를 증가시켜 지진이 400 km에서 670 km 깊이까지 발생할 수 있도록 한다.
맨틀 바닥의 압력은 약 136 GPa (19,700,000 psi; 1,340,000 atm)이다. 압력은 깊이가 증가함에 따라 증가하는데, 이는 아래의 물질이 위의 모든 물질의 무게를 지탱해야 하기 때문이다. 그러나 전체 맨틀은 장기적으로 볼 때 액체처럼 변형되는 것으로 생각되며, 영구적인 소성 변형은 맨틀을 구성하는 고체 결정 내의 점, 선 및 평면 단층의 이동에 의해 이루어진다. 상부 맨틀의 점성 추정치는 깊이, 온도, 조성, 응력 상태 및 기타 여러 요인에 따라 1019에서 1024 파스칼 초 (Pa·s) 범위에 이른다. 따라서 상부 맨틀은 매우 느리게만 흐를 수 있다. 그러나 가장 위쪽 맨틀에 큰 힘이 가해지면 약해질 수 있으며, 이 효과는 판 경계 형성을 가능하게 하는 데 중요하다고 생각된다.

## 탐사
맨틀 탐사는 대륙 지각보다 해양 지각이 상대적으로 얇기 때문에 일반적으로 육지보다는 해저에서 이루어진다.
맨틀 탐사의 첫 시도인 모홀 프로젝트는 반복된 실패와 비용 초과 때문에 1966년 중단되었다. 가장 깊이 파내려간 깊이는 약 180 m이었다. 2005년 해양 시추선 JOIDES 리솔루션을 통해 해저면 아래 1,416 m에 도달했다.
더 성공적이었던 것은 1968년부터 1983년까지 운영된 심해 시추 프로젝트 (DSDP)였다. 캘리포니아 대학교 샌디에이고의 스크립스 해양 연구소가 조정한 DSDP는 해저확장설 가설을 지지하고 판 구조론 이론을 증명하는 데 중요한 데이터를 제공했다. 글로마 챌린저가 시추 작업을 수행했다. DSDP는 40년 이상 운영된 세 가지 국제 과학 해양 시추 프로그램 중 첫 번째였다. 과학적 계획은 전 세계 학술 기관, 정부 기관, 민간 산업의 250명의 저명한 과학자로 구성된 자문 그룹인 심층 지구 시료 채취를 위한 합동 해양 기관 (JOIDES)의 후원 아래 진행되었다. 해양 시추 프로그램 (ODP)은 1985년부터 2003년까지 탐사를 계속했으며, 그 후 통합 해양 시추 프로그램 (IODP)으로 대체되었다.
2007년 3월 5일, RRS 제임스 쿡에 탑승한 과학자 팀은 카보베르데 제도와 카리브해 중간 지점의 대서양 해저에서 지각 덮개 없이 맨틀이 노출된 지역으로 항해를 시작했다. 노출된 지점은 해수면 아래 약 3킬로미터에 위치하며 수천 제곱킬로미터에 걸쳐 있다. 지구 맨틀에서 샘플을 회수하려는 비교적 어려운 시도는 2007년 후반으로 예정되었다. 지큐 하켄 임무는 일본 선박 지큐를 사용하여 해저 아래 7,000 m까지 시추를 시도했다. 이는 이전의 해양 시추보다 거의 세 배나 깊은 깊이이다.
지구 최상부 수백 킬로미터를 탐사하는 새로운 방법이 2005년에 제안되었는데, 이는 작고 밀도가 높으며 열을 발생시키는 탐사정을 이용하는 것이다. 이 탐사정은 암석 내에서 생성되는 음향 신호로 위치와 진행 상황을 추적하면서 지각과 맨틀을 녹여 내려간다. 이 탐사정은 지름 약 1미터의 텅스텐 외부 구와 코발트-60 내부의 방사성 열원을 포함한다. 이러한 탐사정은 해양 모호면에 6개월 이내에 도달하고, 해양 지각과 대륙 지각 암석권 아래 수십 년 내에 최소 100 km 이상의 깊이에 도달할 것으로 계산되었다.
맨틀의 진화를 컴퓨터로 시뮬레이션하는 것도 탐사에 도움이 될 수 있다. 2009년, 슈퍼컴퓨터 애플리케이션은 45억 년 전 맨틀이 형성될 때부터 철 동위 원소를 비롯한 광물 침전물의 분포에 대한 새로운 통찰력을 제공했다.
2023년, JOIDES 리솔루션은 아틀란티스 대산괴를 수백 미터만 시추한 후 상부 맨틀 암석으로 보이는 코어를 회수했다. 시추공은 최대 1,268 m 깊이에 도달했으며 주로 감람암으로 구성된 886 m의 암석 샘플을 회수했다. 샘플이 상부 맨틀을 어느 정도 대표하는지에 대해 논쟁이 있는데, 일부는 해수가 샘플에 미친 영향을 감안할 때 깊은 하부 지각의 예시로 보아야 한다고 주장한다. 그러나 이 샘플은 샘플된 암석이 마그마로 녹거나 재결정화되지 않았기 때문에 마그마성 제노리트보다 맨틀 암석에 훨씬 더 가까운 유사점을 제공한다.

## 같이 보기
- 지구의 구조
- LLSVP
- 맨틀 (지질학) – 지구 및 다른 천체의 맨틀에 대한 더 넓은 설명
- 지진파 토모그래피 – 지진파를 이용한 지구 지하 영상 기술